# Rumex intermedius
Rumex intermedius är en slideväxtart. Rumex intermedius ingår i släktet skräppor, och familjen slideväxter.

## Underarter
Arten delas in i följande underarter:
- R. i. ex
- R. i. intermedius
- R. i. lusitanicus